# 後藤啓二
後藤 啓二（ごとう けいじ、1959年7月30日 - ）は、兵庫県弁護士会に所属する日本の弁護士。
ECPAT/ストップ子ども買春の会の顧問弁護士、全国犯罪被害者の会顧問弁護士。Think Kids（シンクキッズ）こどもの虐待・性犯罪をなくす会代表理事。

## 経歴
兵庫県神戸市出身で、灘高等学校、東京大学法学部第2類（公法コース）を経て1982年に警察庁に入庁する。大阪府警察本部生活安全部長、愛知県警察本部警務部長、内閣官房内閣参事官を歴任する。
警察庁在職中に司法試験の受験を志し、1992年に4回目の受験で合格の後、司法修習修了。以後も警察勤務を続けたが、2005年5月に退職、8月に弁護士登録して西村ときわ法律事務所に入所し、2008年7月に後藤コンプライアンス法律事務所を設ける。2010年7月の第22回参議院議員通常選挙にみんなの党から比例代表で立候補するが落選する。

## 活動
児童買春・ポルノ禁止法を改正し、児童ポルノの単純所持や、「準児童ポルノ」とする18歳未満のキャラクターの性描写を含んだ漫画やアニメの製作・販売の禁止を主張している。東京都青少年問題協議会の委員として、18歳未満のキャラクターの性描写を含んだマンガやアニメを青少年に販売することを禁止する、東京都青少年健全育成条例改正案（2010年）の草案作りに携わった。
1998年にフランスで開催された国際刑事警察機構の会議で、司会者から「児童ポルノ大国から1人でやって来た勇敢な人物」と紹介されて各国の捜査関係者らに頭を下げる他に無かった経験から、児童ポルノに反対している。
児童虐待死ゼロをめざして35000人の署名と要望書を総理大臣へ提出するなど、児童虐待防止に必要な法改正を働きかけている。

## 著書
- 『会社法・施行規則が定める内部統制 取締役会・取締役・監査役のための実務対応』（中央経済社、2006年）
- 『企業コンプライアンス』（文藝春秋、2006年）
- 『なぜ被害者より加害者を助けるのか』（産経新聞出版、2008年）
- 『リスク要因からみた企業不祥事対応の実務』（中央出版社、2008年）
- 『日本の治安』（新潮社、2009年）